# Карцано (Тренто)
Карцано (итал. Carzano) је насеље у Италији у округу Тренто, региону Трентино-Јужни Тирол.
Према процени из 2011. у насељу је живело 397 становника. Насеље се налази на надморској висини од 440 м.

## Становништво
| 1936. | 1951. | 1961. | 1971. | 1981. | 1991. | 2001. | 2011. |
| ----- | ----- | ----- | ----- | ----- | ----- | ----- | ----- |
| 399   | 452   | 452   | 397   | 370   | 450   | 499   | 505   |